# Wapień portlandzki

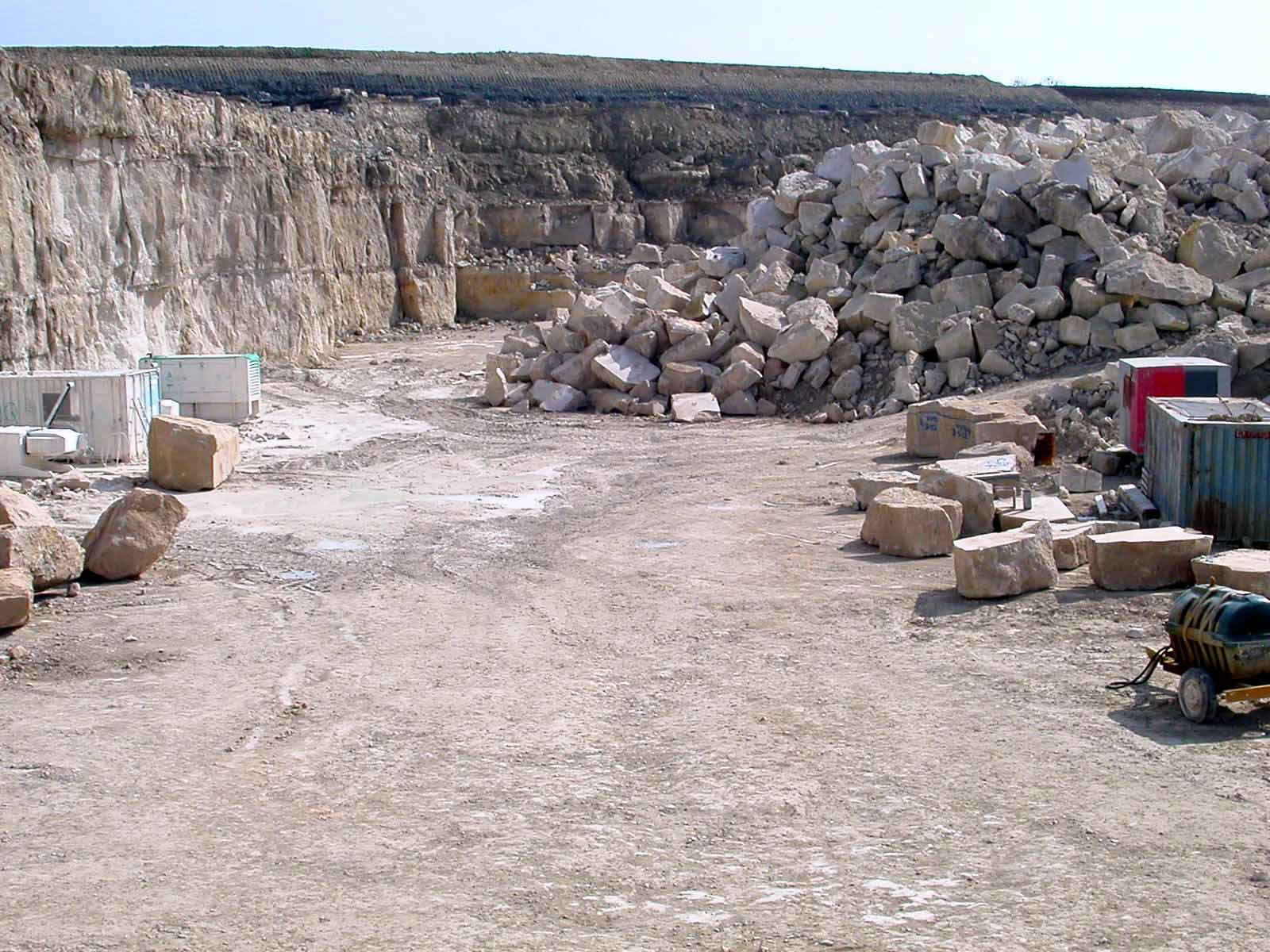
Kamieniołom wapienia portlandzkiego

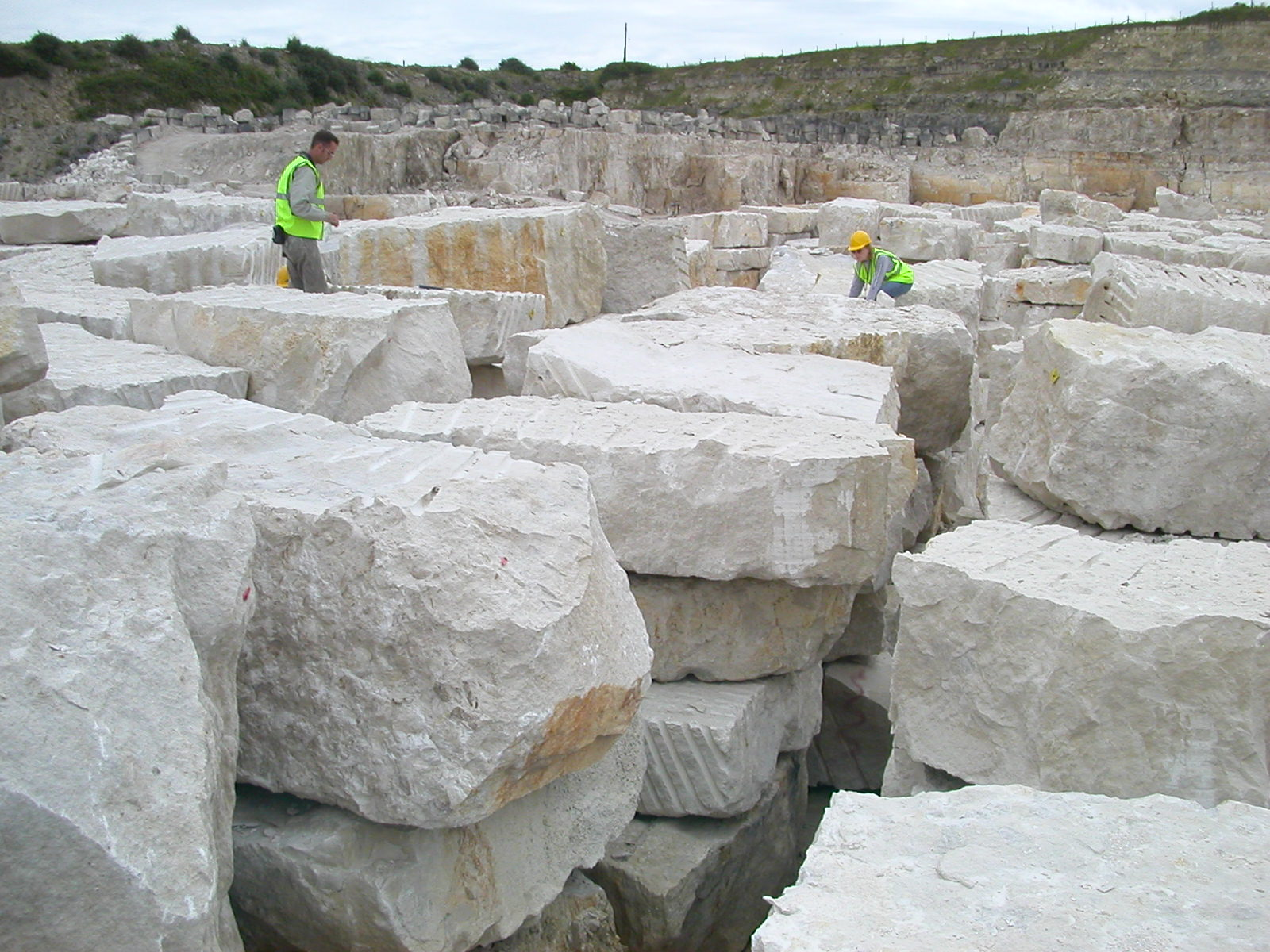
Bloki wapienia portlandzkiego

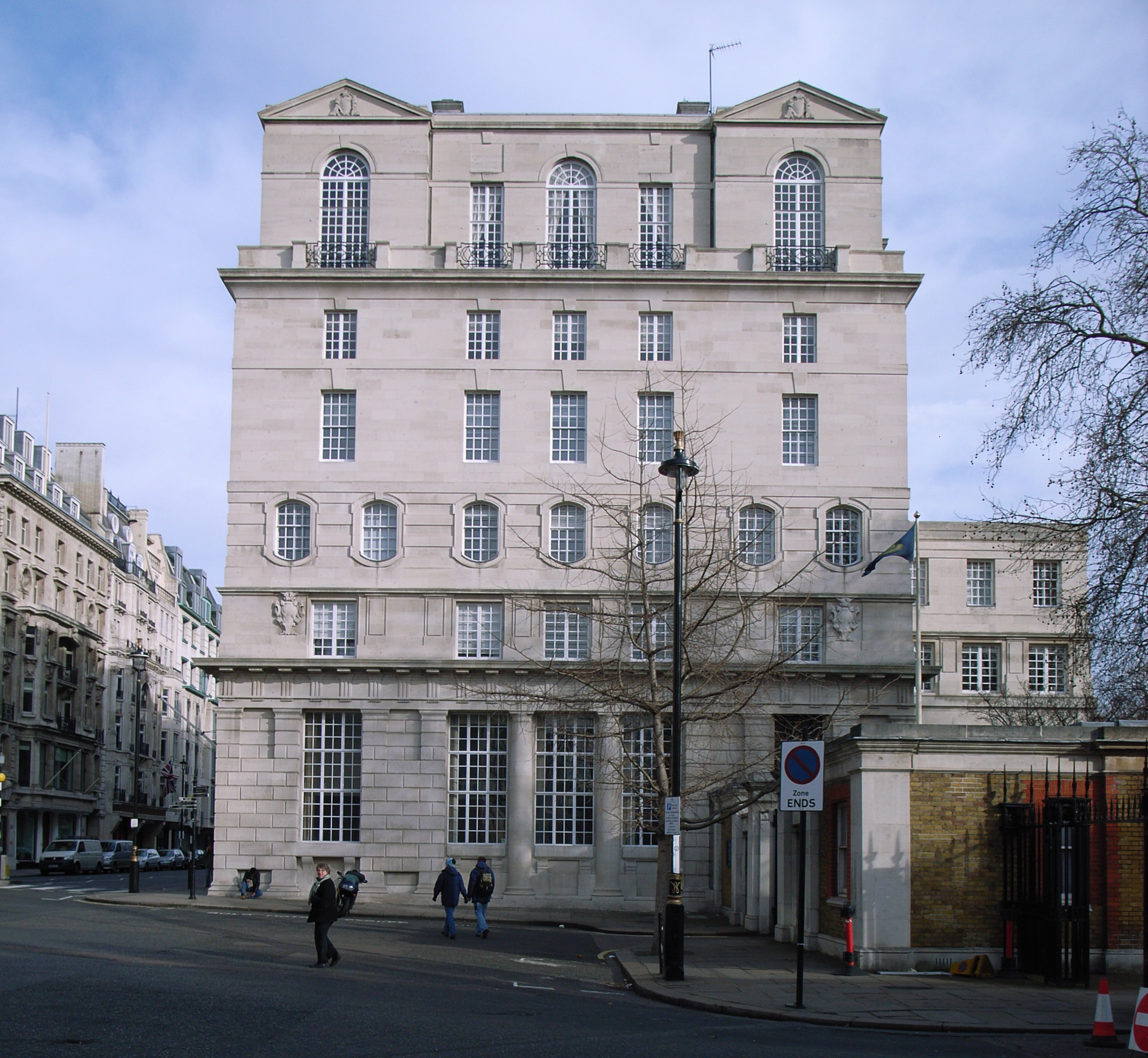
Londyński budynek z elewacją z wapienia portlandzkiego

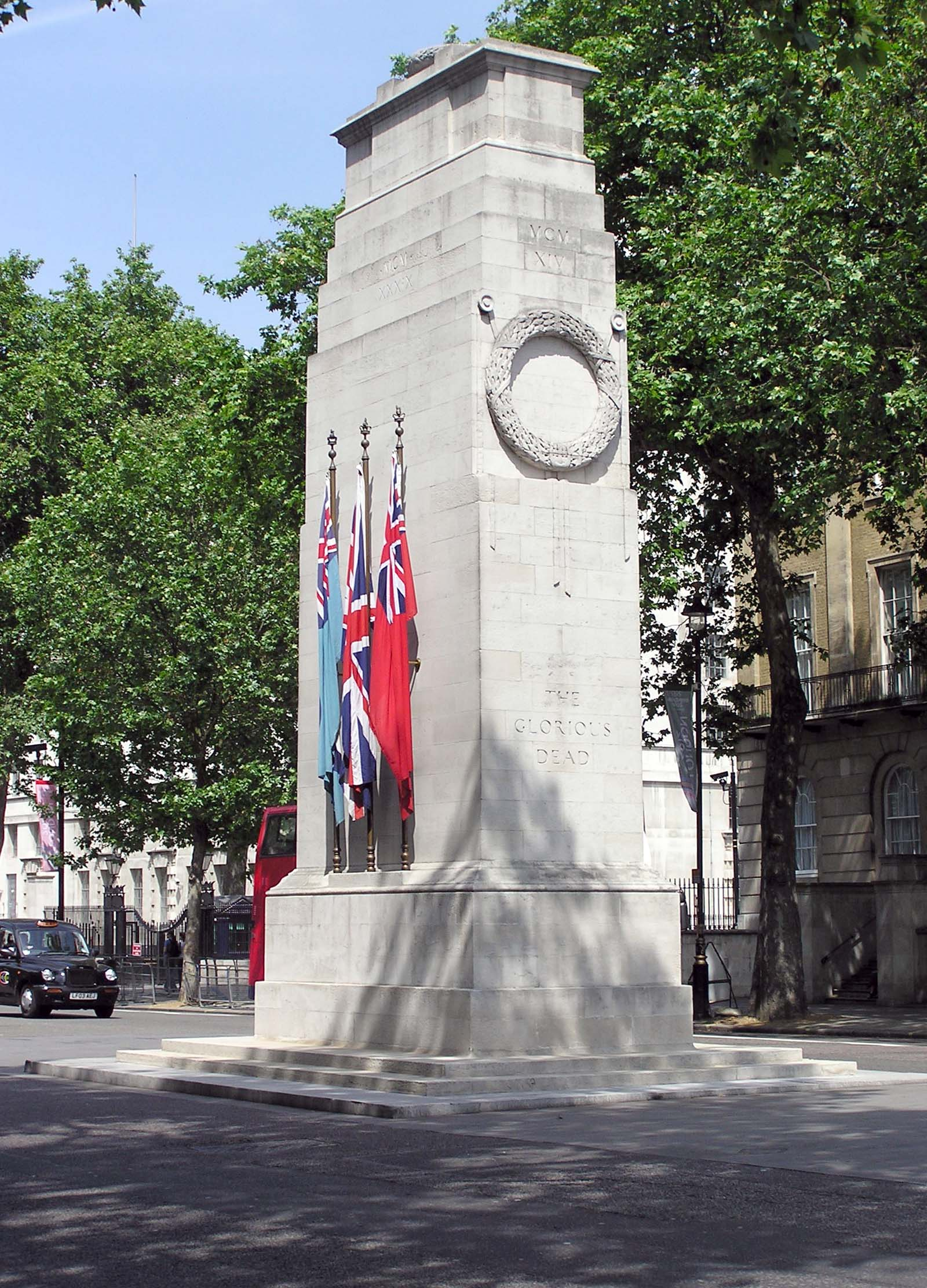
Londyński cenotaf z wapienia portlandzkiego

Wapień portlandzki (ang. Portland stone – kamień portlandzki) – jurajski wapień detrytyczny wydobywany na półwyspie Portland, w hrabstwie Dorset, w Anglii, od której wziął nazwę. Należy do formacji Portland stone i ogniwa Freestone. Na półwyspie Portland znajduje się ponad 80 zamkniętych i czynnych kamieniołomów wapienia. Niektóre z nieczynnych wyrobisk stanowią dziś atrakcję turystyczną.
Miąższość wapienia wynosi ok. 10 m i dzieli się na warstwy, które są podstawą do wydzielania różnych odmian tej skały. Występują w nim skamieniałości m.in. ślimaków, małży czy amonitów.

## Historia
Początki eksploatacji wapienia portlandzkiego sięgają starożytności, kiedy to wytwarzano z niego sarkofagi. W XI w zbudowano z niego zamek Wilhelma II Rudego w Portland. Od XIV w stosowany w budynkach londyńskich. Użyty na wielką skalę w czasie odbudowy miasta po wielkim pożarze Londynu w 1666. Od tego czasu jest on popularnym materiałem używanym w wielu brytyjskich budowlach.
Od 1930 wydobywaniem wapienia portlandzkiego zajmuje się prywatna firma Albion Stone.

## Cechy fizyczne
- gęstość pozorna 2,2 – 2,3 t/m3
- porowatość < 20%
- wytrzymałość na ściskanie < 50 MPa

## Nazewnictwo handlowe
Wapień portlandzki sprzedawany jest pod różnymi nazwami w zależności od odmiany (pokładu wydobycia):
- Bowers Roach
- Bowers Basebed
- Coombefield Roach
- Grove Whitbed
- Fancy Beach Whitbed
- Jordans Basebed
- Jordans Whitbed
- Portland Stone

## Przykłady zastosowania
Wybrane budowle, w których wykorzystany był wapień portlandzki:
- Wielka Brytania
  - Londyn:
    - Pałac Westminsterski
    - Katedra św. Pawła w Londynie
    - Tower of London
    - Muzeum Brytyjskie
    - London Library

  - Katedra w Exeter
  - Port of Liverpool Building
- Irlandia
  - Dublin:
    - Casino Marino
    - O’Connell Bridge

## Ciekowostki
Od wapienia portlandzkiego swoją nazwę wziął cement portlandzki, gdyż jego kolor przypominał jego wynalazcy Josephowi Aspdinowi kolor wapienia portlandzkiego.